# Queen's Club Championships 1989
I Queen's Club Championships 1989 (conosciuti pure come Stella Artois Championships per motivi di sponsorizzazione) sono stati un torneo di tennis giocato sull'erba. È stata la 96ª edizione del Queen's Club Championships e faceva parte del Nabisco Grand Prix 1989. Si è giocato al Queen's Club di Londra in Inghilterra, dal 12 al 19 giugno 1989.

## Campioni

### Singolare
Ivan Lendl ha battuto in finale  Christo van Rensburg con il punteggio di 4–6, 6–3, 6–4.

### Doppio
Darren Cahill /  Mark Kratzmann hanno battuto in finale  Tim Pawsat /  Laurie Warder con il punteggio di 7–6, 6–3.